# 캄보디아의 로마 가톨릭 교구 목록
캄보디아에는 로마 가톨릭 정식교구는 없으며 교황을 대리하여 사목하는 준교구로 지목구2개와 대목구 1개가 있다

## 준교구

### 교황 직속구
- 바탐방 지목구(Apostolic Prefecture of Battambang)
- 캄퐁참 지목구(Apostolic Prefecture of Kompong Cham)
- 프놈펜 대목구(Apostolic Vicariate of Phnom Penh)